# 7 (minialbum Lil Nas X-a)
7 – debiutancki minialbum (EP) amerykańskiego rapera i piosenkarza Lil Nas X-a. Wydawnictwo ukazało się 21 czerwca 2019 roku nakładem wytwórni muzycznej Columbia Records.
Główny singel promujący materiał, "Old Town Road" ujrzał światło dzienne 3 grudnia 2018 roku, natomiast remiks z Billy Ray Cyrusem na początku kwietnia 2019 r., osiągając później sukces komercyjny na całym świecie, a także na prestiżowej liście Billboard Hot 100. Dzień przed premierą EP-ki, trzeci singel "Panini" został wydany, natomiast w styczniu 2020 roku jego następca, "Rodeo". Projekt ten był nominowany do sześciu kategorii, w tym album roku podczas 62. ceremonii wręczenia nagród Grammy.
Nagrania w Polsce uzyskały certyfikat platynowej płyty.